# 김희진 (1958년)
김희진(1958년)은 대한민국의 여배우이다.

## 학력
- 덕성여자고등학교

## 출연작

### 영화
- 1986년 《흑룡 통첩장》
- 1992년 《언제나 막차를 타고 오는 사람》
- 1994년 《대통령의 딸》
- 2002년 《미워도 다시 한번 2002》 - 편집장 역

### 드라마
- 1984년 KBS2 주말연속극 《미망인》
- 1987년 KBS2 일일연속사극 《사모곡》
- 1987년 KBS1 대하드라마《토지》
- 1990년 MBC 미니시리즈 《마당 깊은 집》
- 1992년 MBC 수목드라마 《일출봉》
- 1996년 KBS2 대하드라마 《조광조》
- 2006년 KBS2 《부부클리닉 사랑과 전쟁》 339회 - 황혼의 아우성
- 2007년 KBS2 《부부클리닉 사랑과 전쟁》 414회 - 셋이 살면 안 될까요?
- 2007년 MBC 주말연속극 《문희》
- 2007년 KBS2 월화드라마 《헬로! 애기씨》 한수정 역 - 이돈규의 부인, 준영과 준희의 어머니

### 시트콤
- 2006년~2007년 MBC 일일시트콤 《거침없이 하이킥!》- 이경화 역 (중도 하차) - 순재가 어릴적 짝사랑하던 여자 역 & 이대근의 재혼 상대 역(138회)

### 광고
- 1988년 전산실업 백옥생 골드 (영화배우 김문희와 함께 출연)